# أوبن بوكس
أوبن بوكس (بالإنجليزية: Openbox) مدير نوافذ حر لأنظمة نوافذ X يعتمد رخصة جنو العمومية مشتق من Blackbox 0.65.0 إلى الإصدار 3.0، أعيد كتابته كليا بلغة السي.
صمم أوبن بوكس ليكون أصغر وأسرع ومتوافق كليا مع ICCCM و EWMH يدعم عدة مزايا كالقوائم التي تتيح للمستخدم التحكم في التطبيقات أو التي تعرض مختلف المعلومات الديناميكية. وهو مدير النوافذ القياسي في بيئة سطح المكتب  LXDE يعتمد في توزيعات لينكس مثل كرانشبانغ ولوبونتو وTinyMe.

## استخدام أوبن بوكس
يشاع توسيع أوبن بوكس مع برامج أخرى صغيرة تضيف أيقونات شريط المهام وما إلى ذلك، كما يتيح التعديل على طريقة إدارة النوافذ وتختفي حينما ينقر المستخدم على خيار minimize يستعمل الاختصار Alt+Tab أو قائمة سطح المكتب لإظهارها من جديد.

## التعديل

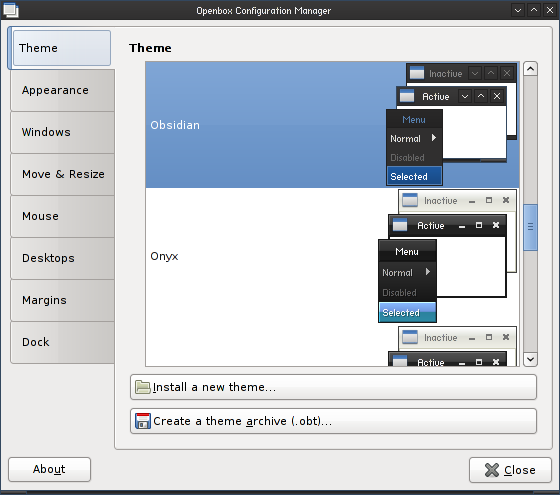
Obconf واجهة مستخدم رسومية لمحرر تعديلات أوبن بوكس

فقط هناك ملفان للتعديل تجد كلاهما في config/openbox./~ اسماهما menu.xml و rc.xml هذان قابلان للتعديل يدويا أو عن طريق أدوات تعديل رسومية ObConf و  obmenu.